# Sabbath Bloody Sabbath
Sabbath Bloody Sabbath je páté studiové album skupiny Black Sabbath. Tímto albem Black Sabbath rozšířili svůj pomalý, „skřípějící“ zvuk o syntezátory, smyčce, klávesy a orchestrální aranžmá.
Skupina dlouho nemohla najít inspiraci pro toto album. Až když Tony Iommi vymyslel riff titulní skladby „riff, který zachránil Black Sabbath“, jejich tvorba se urychlila.
Album začíná tvrdým riffem skladby „Sabbath Bloody Sabbath” a končí vybrnkávanou skladbou „Spiral Architect”. Někteří fandové vycítili, že nový styl signalizuje konec skupiny, zatímco jiní cítili, že Sabbati jen rozšířili svůj zvuk, který se oproti předchozím čtyřem albům relativně moc nezměnil.
Album Sabbath Bloody Sabbath je pátým mistrovským kusem téhle birminghamské party ve čtyřech letech. „Sabbati“ se na něm soustředili na každý detail a snažili se dotáhnout všechno do úplné dokonalosti, včetně přebalu desky. A opravdu, písně jako „A National Acrobat“, „Killing Yourself to Live“ nebo skvělá titulní skladba působí vybroušeně a zrale, aniž by kapela rezignovala na svůj typický zvuk. Ten obohatila o klávesy, což ne vždy dopadlo ve prospěch věci. Zatímco písni „Sabbra Cadabra“ dodal klávesový mág z Yes Rick Wakeman nový rozměr, song „Who Are You“ syntezátory úplně zabily. Za poslech stojí i skladba „Spiral Architect“ kvůli povedeným orchestrálním dohrávkám a netradiční romantická instrumentálka „Fluff“. Podtrženo a sečteno, tohle album rozhodně patří do sbírky každého znalce heavy metalu.
Obal alba vytvořil Drew Struzan.

## Coververze
- Thrash metalová skupina Anthrax vydala cover verzi skladby „Sabbath Bloody Sabbath“ na EP I'm the Man.
- Metallica vydala cover verzi skladby „Sabbra Cadabra“ na albu Garage Inc., s částí skladby „A National Acrobat“ uprostřed.
- Švédská skupinaThe Cardigans vydala cover verzi skladby „Sabbath Bloody Sabbath“ na albu z roku 1994 Emmerdale.
- „Sabbath Bloody Sabbath“ byla také přehrána Bruce Dickinsonem a skupinou Godspeed na album Nativity in Black.
- „Sabbath Bloody Sabbath“ přehrála i švédská melodic death metalová skupina Amon Amarth.
- Německá darkwave skupina Sopor Aeternus vydala cover „A National Acrobat“ (nazvaný „Tabor C'alan O'itana“) na box set Like a Corpse standing in Desperation a kompilaci Jekura - Deep The Eternal Forest.
- Skupina (həd) p.e. přehrála skladbu „Sabbra Cadabra“ na album Nativity in Black
- Rakouská black metal skupina Belphegor přehrála song „Sabbath Bloody Sabbath“ na album z roku 1995 The Last Supper, ačkoliv skladba nebyla na albu zahrnuta až do znovuvydání z roku 1999 společností Last Episode Productions
- Na cover sériích In These Black Days, skupina Today is the Day přehrála skladbu „Sabbath Bloody Sabbath“, Overcast přehráli „A National Acrobat“, a Anal Cunt přehráli „Killing Yourself to Live“ a „Sabbra Cadabra“.
- Česká skupina Františka Ringo Čecha a Jiřího Schelingera vydala na albu „Nemám hlas jako zvon“ skladbu „Metro, dobrý den“ což je coververze skladby „A National Acrobat“

## Seznam skladeb
Autory skladeb jsou Ozzy Osbourne, Tony Iommi, Geezer Butler a Bill Ward.
| Pořadí | Název                    | Délka |
| ------ | ------------------------ | ----- |
| 1.     | Sabbath Bloody Sabbath   | 5:45  |
| 2.     | A National Acrobat       | 6:16  |
| 3.     | Fluff (instrumentální)   | 4:11  |
| 4.     | Sabbra Cadabra           | 5:59  |
| 5.     | Killing Yourself to Live | 5:41  |
| 6.     | Who Are You?             | 4:11  |
| 7.     | Looking for Today        | 5:06  |
| 8.     | Spiral Architect         | 5:29  |

## Sestava
- Ozzy Osbourne – zpěv, syntezátor
- Tony Iommi – všechny kytary, piano, syntezátor, varhany, flétna
- Geezer Butler – baskytara, syntezátor, melotron
- Bill Ward – bicí, tympány

Hostující hudebníci
- Rick Wakeman – klávesy, syntezátor, piano ve skladbě „Sabbra Cadabra“
- Will Malone – dirigent, arranger